# Qal'at Ja'bar
Qal'at Ja'bar (Arabisch:قلعة جعبر) is een kasteel in Syrië dat is gelegen aan de linker oever van het Assadmeer.

## Geschiedenis
De exacte datum van de eerste fortificatie van de heuvel is niet met enige zekerheid te zeggen, maar in de periode voordat de islam zijn intrede deed stond er al een uitkijkpost op de heuvel. In de 11e eeuw bouwde de Banu Numayr-stam het eerste kasteel boven op de heuvel. Uiteindelijk is het kasteel geschonken aan Malik Sjah I in 1086, zo weten enkele bronnen ons te melden. In 1102 werd het kasteel kortstondig veroverd door de kruisridders. In 1146 stierf de krijgsheer Zengi voor de poorten van het kasteel ten tijde dat hij het belegerde. De zoon van Zengi, Nur ad-Din verbouwde het kasteel. Het kasteel had veel te lijden van de Mongoolse invallen in Syrië. Het kasteel werd in de 14e eeuw hersteld.
Volgens overlevering is in de buurt van het kasteel Süleyman Shah, de grootvader van Osman I, begraven. Bij het Verdrag van Ankara werd het kasteel aan de Turken gegeven, zodat Turkse soldaten de tombe van Süleyman konden bewaken. Tot 1973 zou het een Turkse exclave blijven in Syrië. Dit werd toen opgegeven vanwege het nieuw gecreëerde Stuwmeer-Assad. Enkele jaren daarvoor was men al begonnen met het restaureren van het kasteel.